# Kanton Zamora
Der Kanton Zamora befindet sich in der Provinz Zamora Chinchipe im Süden von Ecuador. Er besitzt eine Fläche von 1898 km². Im Jahr 2020 lag die Einwohnerzahl schätzungsweise bei 32.760. Verwaltungssitz des Kantons ist die Provinzhauptstadt Zamora mit 12.386 Einwohnern (Stand 2010). Der Kanton Zamora wurde im Jahr 1911 eingerichtet.

## Lage
Der Kanton Zamora befindet sich im Westen der Provinz Zamora Chinchipe. Das Gebiet liegt in den östlichen Anden. Der Kanton umfasst das obere Einzugsgebiet des Río Zamora. Der Río Zamora entwässert das Areal in nordöstlicher Richtung. Die Fernstraße E45 von Loja über Zamora nach Puyo folgt im Kanton streckenweise dessen Flusslauf.
Der Kanton Zamora grenzt im Westen sowie im äußersten Nordwesten an die Kantone Loja und Saraguro, beide in der Provinz Loja, im Norden an den Kanton Yacuambi, im Nordosten an die Kantone Yantzaza und Centinela del Cóndor, im Osten an den Kanton Nangaritza und im Süden an den Kanton Palanda.

## Verwaltungsgliederung
Der Kanton Zamora ist in die Parroquias urbanas („städtisches Kirchspiel“)
- El Limón
- Zamora

und in die Parroquias rurales („ländliches Kirchspiel“)
- Cumbaratza
- Guadalupe
- La Victoria de Imbana
- Sabanilla
- San Carlos de las Minas
- Timbara

gegliedert.

## Ökologie
Im Südwesten des Kantons befindet sich der Nationalpark Podocarpus.